# 中原国际博览中心
中原国际博览中心位于中国河南省郑州市郑汴路96号，是郑州市为建设商贸城而建立的配套工程，同时也是是河南省首座现代化的大型展览基地。于1993年建成。中原国际博览中心促进了河南省的对外开放和商品流通。